# Shade balls

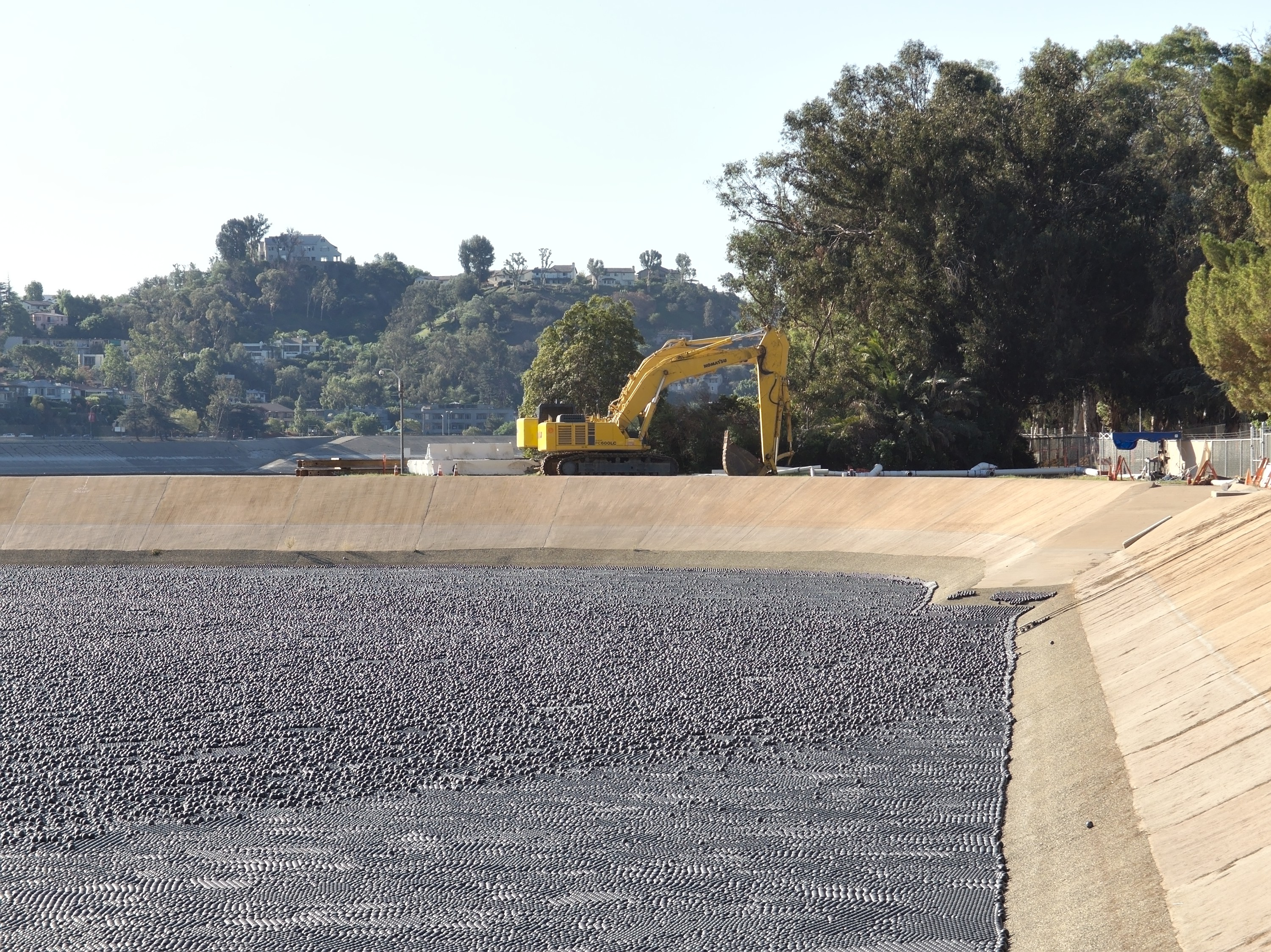
Shade Balls im Silver Lake Reservoir, Okt. 2015

Die Abdeckung einer Gewässeroberfläche mit Shade balls ist eine Methode zum Schutz offener Trinkwasserreservoire vor schädlicher Sonneneinwirkung mithilfe von schwimmenden Kugeln aus Kunststoff. Bei einem im Sommer 2015 abgeschlossenen Projekt in Kalifornien kamen Shade balls in großem Stil zur Anwendung, als 96 Millionen Kugeln in ein Trinkwasserreservoir eingebracht wurden.
Eine Gewässerabdeckung mit Kugeln außerhalb des Trinkwasserschutzes kommt z. B. bei Wasserflächen in der Umgebung von Flughäfen zur Anwendung, um Vögel fernzuhalten und somit Vogelschlag zu vermeiden.

## Material und Herstellung
Die Kugeln des kalifornischen Projekts haben einen Durchmesser von 10 cm und bestehen aus Polyethylen, das mit technischem Ruß schwarz gefärbt ist. Sie sind hohl und teilweise mit Wasser gefüllt und damit schwer genug, damit sie nicht vom Wind verblasen werden, jedoch schwimmfähig. Sie sind hermetisch dicht; gleichzeitig ist das enthaltene Wasser selbst von Trinkwasserqualität. Das Material der Kugeln unterliegt den Trinkwasservorschriften.
Die Bälle wurden von einem Startup-Unternehmen produziert, der Stückpreis liegt bei 36 Dollarcent, die Gesamtkosten bei 34,5 Mio. US-Dollar. Die Ersparnis gegenüber einer alternativen Art der Abdeckung wird mit 250 Mio. US-Dollar angegeben. Es wird eine Lebensdauer der Shade Balls von 25 Jahren anvisiert.

## Schutzwirkung
Die Bälle wurden ab 2012 bis Mitte 2015 im bisher größten Projekt dieser Art in das Los Angeles Reservoir eingebracht, dessen Oberfläche damit  bedeckt und somit von Sonneneinstrahlung  abgeschirmt wird. Bei dem Reservoir handelt es sich um den größten Trinkwasserspeicher seiner Art der vom Los Angeles Department of Water and Power betrieben wird. Es verfügt über einen Inhalt von 12,5 Millionen Kubikmeter, was ausreicht um Los Angeles bis zu drei Wochen zu versorgen. In vorausgehenden Projekten ab dem Jahr 2008 erwies sich das Shade Ball Cover-Konzept bereits als „100 % effektiv“.
Ursächlich für die Ausbringung dieser Bälle war die Gewährleistung der Trinkwasserqualität. Dem Trinkwasserreservoir wird Chlor zugesetzt, um Algenbildung zu verhindern und zu desinfizieren (Chlorung). Dieses Chlor oxidiert laut Trinkwasserversorger zusammen mit Sonnenlicht das natürlicherweise vorhandene Bromid zu Bromat, welches als krebserregend gilt. Es unterliegt im Trinkwasser Grenzwerten, die ohne die Bälle übertroffen wurden.

Durch die Bälle wird das Sonnenlicht effektiv ausgeschlossen. Gleichzeitig kann die Chlorung reduziert werden, da es zu weniger Algenbildung kommt.
Eine Reduktion der Verdunstung ist kein geplanter, aber ein nützlicher Nebeneffekt. Ein Vertreter der Trinkwasserversorgung erläutert, dass die Ersparnis durch die geringere Verdunstung und die geringere Chlorung die Hälfte der Kosten der Bälle wieder einspielt. Die Verbesserung der Wasserqualität sei dagegen von unmessbarem Wert.
Die Verdunstung konnte auf einer Gesamtfläche von 708.200 m²  um 85 bis 90 % reduziert werden und somit über eine Million Kubikmeter Wasser  pro Jahr gespart werden. Kalifornien kämpfte von 2011 bis 2017 mit einer Dürre und Trinkwasserknappheit.